# UFC 231
UFC 231: Holloway vs. Ortega — турнир по смешанным единоборствам, проведённый организацией Ultimate Fighting Championship 8 декабря 2018 года на «Скоушабэнк-арена» в Торонто, Канада.
На турнире состоялись два титульных боя. В главном бою вечера Макс Холлоуэй защитил титул чемпиона UFC в полулёгком весе, выиграв техническим нокаутом у Брайана Ортеги. Во втором по значимости поединке Валентина Шевченко единогласным решением судей взяла верх над Йоанной Енджейчик, став обладательницей вакантного титула чемпионки UFC в наилегчайшем весе.

## Предыстория
Хедлайнерами турнира стали действующий чемпион UFC в полулёгкой весовой категории Макс Холлоуэй и претендент на чемпионский пояс Брайан Ортега. Бой между ними планировался ещё на UFC 226 в Лас-Вегасе, но тогда Холлоуэя сняли из-за подозрений в сотрясении мозга.
Вторым по значимости событием вечера являлся бой за вакантный титул чемпионки UFC в наилегчайшей весовой категории, между бывшей чемпионкой UFC в легчайшем весе Валентиной Шевченко и бывшей чемпионкой UFC в минимальном весе Йоанной Енджейчик. Енджейчик в случае победы могла стать первой женщиной, владевшей чемпионскими поясами в двух разных весовых дивизионах. Ранее соперницы уже встречались на любительских соревнованиях по муай-тай и кикбоксингу, при этом победу во всех трёх случаях одержала Шевченко. 2 октября стало известно, что вместо боя с Енджейчик Валентина Шевченко встретится с Сиджарой Юбэнкс на турнире UFC 230 в Нью-Йорке, где срочно требовались бойцы для главного боя вечера. Тем не менее, вскоре организаторам удалось договориться о бое между Дэниелом Кормье и Дерриком Льюисом, после чего Шевченко была возвращена на турнир в Торонто к Йоанне Енджейчик.
Бой между Гилбертом Бёрнсом и Оливье Обен-Мерсье должен был состояться ещё в феврале 2018 года на турнире UFC on Fox 28 в Орландо, однако Бёрнсу не позволили там выступить из-за проблем со сгонкой веса. В итоге бой переназначили на UFC 231 в Торонто.
Поединок между Антониу Карлусом Жуниором и Элиасом Теодору, победителями бойцовского реалити-шоу The Ultimate Fighter, изначально планировался на UFC Fight Night 137 в Сан-Паулу. Антониу Карлус Жуниор в конечном счёте не смог выступить из-за травмы, в результате чего их противостояние перенесли на UFC 231 в Торонто. Однако этому бою всё равно было не суждено состояться, поскольку бразильский боец снова оказался травмированным, и 13 сентября поединок отменили. При всё при том, Теодору всё же остался в карде турнира, его новым соперником стал Эрик Андерс.
Бой в полутяжёлом весе между Джими Манувой и Тиагу Сантусом по изначальной задумке так же должен был пройти в рамках UFC Fight Night 137 в Сан-Паулу, где имел бы статус главного. Причиной его переноса в Торонто стала травма, полученная Манувой.
Ожидалось, что на UFC 231 встретятся Ренату Мойкану и Мирсад Бектич. Однако 15 ноября Бектич снялся с турнира в связи с травмой, а Мойкану было решено оставить в качестве резервного бойца, который в случае чего мог бы заменить одного из хедлайнеров.
Соперником Карлуса Диегу Феррейры изначально являлся Джон Макдесси, однако 28 ноября он был снят с турнира и заменён вернувшимся в строй ветераном организации Джесси Ронсоном. Но и Ронсон в конечном счёте тоже не смог выступить, поскольку Атлетическая комиссия провинции Онтарио сочла его слишком тяжёлым для лимита лёгкой весовой категории, и 4 декабря он тоже был исключён из карда турнира. Новой заменой стал новичок UFC Кайл Нельсон.

## Результаты
| Категория                                   |                       |      |                    | Способ                                     | Раунд | Время | Примечание |
| Основные бои                                |                       |      |                    |                                            |       |       |            |
| Полулёгкий вес                              | Макс Холлоуэй (ч)     | поб. | Брайан Ортега      | Технический нокаут (остановлен врачом)     | 4     | 5:00  | [ 1- 1 ]   |
| Женский наилегчайший вес                    | Валентина Шевченко    | поб. | Йоанна Енджейчик   | Единогласное решение (49-46, 49-46, 49-46) | 5     | 5:00  | [ 1- 2 ]   |
| Полусредний вес                             | Гуннар Нельсон        | поб. | Алекс Оливейра     | Сдача (удушение сзади)                     | 2     | 4:17  |            |
| Полулёгкий вес                              | Хаким Даводу          | поб. | Кайл Бочняк        | Раздельное решение (28-29, 30-27, 30-27)   | 3     | 5:00  |            |
| Полутяжёлый вес                             | Тиагу Сантус          | поб. | Джими Манува       | Нокаут (удар рукой)                        | 2     | 0:41  |            |
| Предварительные бои (Fox Sports 1)          |                       |      |                    |                                            |       |       |            |
| Женский минимальный вес                     | Нина Ансарофф         | поб. | Клаудия Гаделья    | Единогласное решение (29-28, 29-28, 29-28) | 3     | 5:00  |            |
| Лёгкий вес                                  | Гилберт Бёрнс         | поб. | Оливье Обен-Мерсье | Единогласное решение (30-27, 30-27, 29-28) | 3     | 5:00  |            |
| Женский наилегчайший вес                    | Джессика Ай           | поб. | Кэтлин Чукагян     | Раздельное решение (29-28, 28-29, 29-28)   | 3     | 5:00  |            |
| Средний вес                                 | Элиас Теодору         | поб. | Эрик Андерс        | Раздельное решение (29-28, 28-29, 29-28)   | 3     | 5:00  |            |
| Ранние предварительные бои (UFC Fight Pass) |                       |      |                    |                                            |       |       |            |
| Легчайший вес                               | Брэд Катона           | поб. | Мэттью Лопес       | Единогласное решение (30-27, 29-28, 29-28) | 3     | 5:00  |            |
| Полусредний вес                             | Диегу Лима            | поб. | Чед Лаприз         | Нокаут (удар рукой)                        | 1     | 1:37  |            |
| Лёгкий вес                                  | Карлус Диегу Феррейра | поб. | Кайл Нельсон       | Технический нокаут (удары руками)          | 2     | 1:23  |            |
| Полутяжёлый вес                             | Александр Ракич       | поб. | Девин Кларк        | Технический нокаут (удары руками)          | 1     | 4:05  |            |

## Награды
Следующие бойцы были удостоены денежного бонуса в $50,000:
- Бой вечера: Макс Холлоуэй — Брайан Ортега
- Выступление вечера: Макс Холлоуэй и Тиагу Сантус

### Комментарии
1. ↑  Бой за титул чемпиона UFC в полулёгком весе.
2. ↑  Бой за вакантный титул чемпионки UFC в наилегчайшем весе.